# Adalbert Steiner
Adalbert Steiner (Timișoara, 24 de enero de 1907-Timișoara, 10 de diciembre de 1984) fue un futbolista rumano que juega en la demarcación de defensa.

## Selección nacional
Hizo su debut con la selección de fútbol de Rumania el 7 de mayo de 1926 en un partido amistoso contra Turquía que finalizó con un resultado de 1-3 a favor del combinado rumano tras el gol de Muslih Peykoğlu para Turquía, y de Rudolf Matek y un doblete de Augustin Semler para Turquía. Además, llegó a disputar un partido de la Copa Mundial de Fútbol de 1930 contra Perú.

### Participaciones en la Copa del Mundo
| Mundial           | Sede    | Resultado      | Partidos | Goles |
| ----------------- | ------- | -------------- | -------- | ----- |
| Copa Mundial 1930 | Uruguay | Fase de grupos | 1        | 0     |

## Clubes
| Club               | País    | Año       | Partidos | Goles |
| ------------------ | ------- | --------- | -------- | ----- |
| CFR Timișoara      | Rumania | 1921      |          |       |
| Chinezul Timișoara | Rumania | 1922-1929 | 131      | 2     |
| CA Timişoara       | Rumania | 1929-1930 | 22       | 0     |

## Palmarés

### Campeonatos nacionales
| Título    | Club               | País    | Año  |
| --------- | ------------------ | ------- | ---- |
| Divizia A | Chinezul Timişoara | Rumania | 1925 |
| Divizia A | Chinezul Timişoara | Rumania | 1926 |
| Divizia A | Chinezul Timişoara | Rumania | 1927 |

### Campeonatos internacionales
| Título               | Club    | País    | Año  |
| -------------------- | ------- | ------- | ---- |
| Copa de los Balcanes | Rumania | Rumania | 1931 |